# Кофрадија Примера (Сан Хуан Кијаихе)
Кофрадија Примера (шп. Cofradía Primera) насеље је у Мексику у савезној држави Оахака у општини Сан Хуан Кијаихе. Насеље се налази на надморској висини од 1290 м.

## Становништво
Према подацима из 2005. године у насељу је живело 21 становника.

### Хронологија
| Година       | 2000         | 2005 |
| ------------ | ------------ | ---- |
| Становништво | 51 (27 / 24) | 21   |

### Попис
| # | Индикатор                        | Вредност |
| - | -------------------------------- | -------- |
| 1 | Укупно појединачних домаћинстава | 2        |